# スコット・ダモール
スコット・ダモール（Scott D'Amore、1974年8月8日 - ）はカナダのプロレスラー、マネージャー。本名スコット・フランシス・ダモール（Scott Francis D'Amore）。

## 来歴
1991年、ダモールは19歳のときにダグ・シュバリエとトレーニングを開始している。1992年6月にオンタリオ州アマーストでオーティス・アポロを相手にデビュー。1993年に "アイリッシュ" ミッキー・ドイル、デニー・カス、アル・スノーの下でさらにトレーニングを積んでいる。1993年から1996年初頭までWWFとWCWでエンハンスメント・タレントとして活動し、WCWで活動しているときはWCWパワープラントで頻繁にトレーニングをしていた。ダモールはインディー団体でも活動するようになる。1995年にダモー
ルはワールド・カップ・オブ・レスリング（World Cup of Wrestling）のツアーでドイツへ赴き、1996年にはレスリング・アソシエーション・アール（Wrestle Association R）のツアーで日本、イングリッシュ・レスリング・フェデレーション（English Wrestling Federation）のツアーでイングランドにも行っている。96年の後半にはデイブ・クラークとタッグを組んでいる。また、カナダの団体でブッカーとプロデュサーとして活動するようになる。
1993年にダグ・シュバリエとチック・フェーダーと共にボーダー・シティ・レスリング（Border City Wrestling）をオンタリオ州ウィンザーに設立する。94年にシュバリエが離脱し、2000年にフェーダーが病気で退くとダモールが単独オーナーとなった。2000年2月にライノとシンジケート（The Syndicate）を結成、ディーロ・ブラウンを破っている。シンジケートは最終的に "アロージェント" オーティス・アポロ、ジョニー・スウィンガー、ファンタスティー、ドン・キャリスを加えるまで拡大していった。ボーダー・シティ・レスリングは2000年後半に一時的に停止するが2001年に再始動している。2001年最初のBCWの興行ではトミー・ドリーマー、ジョニー・スウィンガー、マイキー・ウィップレック、サブゥー、ドン "サイラス" キャリス、ノヴァといった元ECWの選手を招集している（ダモールが1998年にECWのトライアウトを受け、ECWの選手と仲良くなった事から召集が可能だった）。プロモーションとレスリングに加え、Can-Amレスリングスクールでレスラーを育成するようにもなり、教え子のA-1とも抗争している。BCWからは2004年から2007年の間遠ざかるが、2008年になるとBCWのイベントを定期的に開催するようになった。
2003年に教え子のクリス・セイビンを引き連れてTNAに参戦、ダモール自身はロードエージェントとして活動するようになる。2004年になるとチーム・カナダのコーチに抜擢されコーチ・ダモール（Coach D'Amore）と呼ばれるようになったが、マイク・テネリにはビッグ・ファット・ロード（big fat load）やカナディアン・ベーコン （Canadian bacon）と呼ばれていた。ダモーレはジェリー・リン、ダスティ・ローデス、ダスティン・ローデスとの抗争でチーム・カナダを勝利に導くようになる。この時期にTNAのバックステージでも活動するようになり、クリエイティブ・チームの一員になったり、TNAアカデミーでテリー・テイラーとトレーナーとしても活動したりするようになった。
2005年6月のSlammiversaryでランス・ホイットにチョークスラムとムーンサルトプレスをくらいストレッチャーで病院に運ばれている。これはダモールは5月にTNAのブッキングチームに加わるとレスラーとしての活動が減り、テレビの出演が少なくなるためのアングルである。復帰するとチーム・カナダはジェフ・ジャレットの配下になっている。11月のGenesisでクリスチャン・ケイジがチーム・カナダに加入、その後ジェフ・ジャレット、アメリカズ・モスト・ウォンテッドとライノとチーム3Dの試合にクリスチャンと乱入しているが、クリスチャンはダモールにアンプリティー、ジャレットをテーブルに投げチーム・カナダから即離脱している。
7月にライノ、チーム3D、ジェイ・リーサルに負けチーム・カナダの解散が決定するとテレビに出演しなくなっている。2年間はゲイル・キムのロード・エージェントを担当していたがTNAとの契約期限切れにより7月に古巣のBCWへ戻っている。2009年8月にノック・アウツ部門のロード・エージェントとして雇われているが2010年2月にBCWがマキシマム・プロレスリング（Maximum Pro Wrestling）と合併し、BSE WrestlingになるためにTNAから離脱している。
2014年8月に新日本プロレスにジェフ・ジャレットのマネージャーとして供に来日。
2024年10月、地元カナダで新団体Maple Leaf Pro Wrestlingを旗揚げ。

## 得意技
ダモーライザー
ファイヤーマンズキャリーからのみちのくドライバーII
カナディアン・デストロイヤー
稀に使うフィニッシャー
ムーンサルトプレス
フィニッシャー
- フィッシャーマン・バスター
- ジャーマン・スープレックス
- ダブルアーム・スープレックス式バックブリーカー
- リバース・スープレックス

## 担当選手
マネージャー
- A-1
- コンラッド・ケネディIII
- コワバタ
- ジョニー・デバイン
- ジェフ・ジャレット
- エリック・ヤング
- ジャック・エヴァンス
- タイソン・デュークス
- テディ・ハート
- ピーティー・ウィリアムズ
- ボビー・ルード
- ライノ
- ルフィ・シルバースタイン

トレーナー
- A-1
- アメイジングN8
- アレックス・シェリー
- ジョー・ドーリング
- ガッター
- クリス・コロンズ
- クリス・セイビン
- クリスティ・ヘミー
- コンラッド・ケネディIII
- スカル・ガンツ
- 征矢学
- KUSHIDA
- 清宮海斗
- ボジラ
- タイソン・デュークス
- ピーティー・ウィリアムズ
- ビリー・ストレートマン
- ブラッド・マーティン
- フランコ・デマルコ
- ヘイム・ダウンシー
- ボビー・ライルス
- マックス・ボワイエ
- ライノ
- ムース

## タイトル歴
BCW（Border City Wrestling）
- BCW Can-Amヘビー級王座 :5回
- BCW Can-Amタッグチーム王座 :1回（w/ボビー・クランシー）

EWF（Elite Wrestling Federation）
- EWFタッグチーム王座 :1回（w/ジョニー・スウィンガー）

MCW（Michigan Championship Wrestling）
- MCW Can-Amヘビー級王座 :1回

UCW（Ultimate Championship Wrestling）
- UCWヘビー級王座 :1回

WWS（World Wrestling Superstars）
- WWSヘビー級王座 :1回

MTW（Midwest Territorial Wrestling）
- タッグチーム王座 :1回（w/オーティス・アポロ）

GPW（Grand Prix Wrestling）
- Grand Prixタッグチーム王座 :1回